# ドナルド・オブライエン
ドナル "ドナルド"オブライエン（Donal "Donald" O'Brien(Donald O'Brien), 1930年9月15日-2003年）は、アイルランド系の映画およびテレビ俳優。オブライエンは40年近くのキャリアの中で、数十の舞台公演や60を超える映画やテレビ番組に出演。
俳優としての特徴
アイルランド系フランス人で、1950年代末から映画出演し、アンリ・ヴェルヌイユ監督の戦争大作『ダンケルク』（1963年）、ジョン・フランケンハイマー監督の『大列車作戦』（1964年）と『グラン・プリ』（1966年）、アナトール・リトヴァク監督の『将軍たちの夜』（1967年）等の国際的な大作に起用されるも端役ばかりだったが、ジャン＝ポール・ベルモンドやイヴ・モンタン、ジェームズ・ガーナー、アドルフォ・チェリ、バート・ランカスター、ピーター・オトゥール、ドナルド・プレザンス等の国際的なスターたちと現場空間を共にした。
直後に当時活況を呈したイタリア映画界に活路を見いだした。そんな彼もマカロニ・ウエスタン時代の恩恵に浴した一人だった。
マカロニ・ウエスタン時代
1960年代中頃から隆盛を誇り、イタリアが主導で製作した西部劇をマカロニ・ウエスタンと呼び、それ以前に欧州で製作された西部劇にはフェルナンデル主演のフランス映画『ダイナマイト・ジャック』（1961年）の端役から既に出演歴がある。
日本では彼の出演する数本存在するマカロニ・ウエスタンは劇場公開されなかったが、DVD発売された『続・復讐のガンマン/走れ・男・走れ！』（1967年/未/DVD）のトーマス・ミリアンを追う賞金稼ぎ役でマカロニ・ウエスタンのファンには知られる。本邦未公開作では主演作が数本確認出来るが、お世辞にも出来映えが宜しくない作品が少なくなく、低予算な物が目立った。
マカロニ・ウエスタンも下火になった1970年代末にはルチオ・フルチ監督の『荒野の処刑』（1975年/未/ビデオ/TV放映/DVD）、エンツォ・G・カステッラーリ監督の『ケオマ/ザ・リベンジャー/（帰って来たさすらいのガンマン/ケオマ）』（1976年/未/TV放映/ビデオ/DVD）、セルジオ・マルティーノ監督の『ハチェット無頼』（1977年/未/DVD）、またしてもフルチ監督の『新・復讐の用心棒（DVD題/シルバー・サドル/新・復讐の用心棒）』（1978年/未/TV放映/DVD）と言う風に挽歌的な名作に立て続けに脇役ないし端役で出演している。これらでは悪役での登場が少なくなく、元来の独特なマスクが加齢と共に凄味を帯びて来ている。また、ジュリアーノ・ジェンマやマウリツィオ・メルリ、フランコ・ネロ、ファビオ・テスティ、リチャード・ハリスン等のスター俳優の引き立て役も担った。他にも、香港との合作の異色のカンフー西部劇『荒野のドラゴン兄弟』（1973年/未/テレビ放映）や『白い牙の救出』（1975年/未ソフト化）等のジャック・ロンドン原作の「狼犬物」にも出演している。尚、マカロニ・ウエスタンとは同時進行で、あらゆる娯楽作に出演を続けていた。
尚、マカロニ・ウエスタン全盛期に撮られたドキュメンタリー映画『ウエスタン・イタリアン・スタイル』（1968年/未/DVD＝非売品）にも前述の『続・復讐のガンマン～』の撮影現場に姿を見せていた。因みに、本作では『殺しが静かにやって来る』（1968年）、『七人の特命隊』（1968年）等の撮影風景が見られ、俳優のフランク・ウルフが語り手を務めていた。他にもエンツォ・G ・カステッラーリやジョン・サクスン、アントニオ・サバト、アンソニー・ステファン、クラウス・キンスキー等のスターの姿も確認出来る。
マカロニ・ウエスタン以降の活動状況
数多くのアクション物やホラー物等に主として脇役出演した。主なものにジョー・ダマート監督のカンニバリズム物『猟奇！変態地獄（ビデオ題/アマゾンの腹裂き族）』（1977年）、同監督のアフリカを舞台にした傭兵物『地獄の報酬（ワイルド部隊）』（1978年/TV放映/ビデオ）やジョージ・A・ロメロ監督の『ゾンビ』（1978年）とルチオ・フルチ監督の『サンゲリア』（1979年）のヒットに触発されたゾンビ・ホラー物『人間解剖島/ドクター・ブッチャー』（1981年）に於けるマッド・サイエンティスト役等が代表的である。
彼と同時代の欧州俳優は国際的な知名度よりも英語力の賜物で、国際的な大作に参加出来たケースが少なくない。ホラー映画や低予算の活劇ばかりではなく、ジャン・ジャック・アノー監督の『薔薇の名前』（1986年）と言った国際規模の大作にも顔を出している。その後は便所で転倒した後遺症から動作が不自由になり、次第に出演作も減少し、半引退状態になった。時折、DVDソフトの映像特典インタビューに登場し、往時を振り返っていた。

## フィルモグラフィー
・『ダイナマイト・ジャック』(1961年)
・『パリジェンヌ』(1962年)（クレジットなし）
・『大列車作戦』(1964年)
・『ダンケルク』（1964年）
・『将軍たちの夜』(1966年)（クレジットなし）
・『続・復讐のガンマン/走れ・男・走れ！』（1967年/未/DVD）
・『荒野のドラゴン兄弟』（1973年/未/テレビ放映）
・『名犬ホワイト/大雪原の死闘（名犬ホワイト/雪原の死闘）』（1974年/未/テレビ放映）
・『白い牙の救出』（1975年/未ソフト化）
・『荒野の処刑』（1975年/未/テレビ放映/ビデオ/DVD/特別上映＝2010年）
・『ケオマ/ザ・リベンジャー（帰って来たさすらいのガンマン・ケオマ）』（1976年/未/テレビ放映/ビデオ/DVD）
・『猟奇！変態地獄（ビデオ題/アマゾンの腹裂き族）』(1976年)
・『地獄のバスターズ（テレビ放映別題/『V-2ロケット爆破作戦』）』(1977年/未/ビデオ/テレビ放映＝テレビ東京他)
・『ハチェット無頼』（1977年/未/DVD/特別上映＝2010年）
・『新・復讐の用心棒（シルバー・サドル/新・復讐の用心棒）』（1978年/未/テレビ放映/DVD）
・『地獄の報酬（ワイルド部隊）』（1978年/未/ビデオ/テレビ放映）
・『人間解剖島/ドクター・ブッチャー』（1981年）
・『近未来戦士テキサス2020年』(1983年/未/ビデオ)
・『女豹軍団/パンサー・スクワッド』（1984年/未/ビデオ）
・『未来帝国ローマ』(1984年/未/ビデオ/テレビ放映)
・『片腕サイボーグ』（1985年）
・『薔薇の名前』（1986年）
・『デモンズ4』(1989年/未/ビデオ)
・『魔宮神話/レジェンド・オブ・サンダー』(1989年/未/ビデオ)